# Cultivar di mango
A livello mondiale esistono centinaia di cultivar di mango. Spesso, nelle piantagioni di mango, numerose cultivar sono coltivate assieme per migliorare l'impollinazione incrociata. Tra tutte, quella che domina il mercato mondiale delle esportazioni è la Tommy Atkins: questo perché il frutto ha una ottima durata e può essere facilmente trasportato, sebbene sia ampiamente riconosciuto che questa cultivar non abbia le migliori qualità organolettiche e sia piuttosto fibrosa.
Le varietà seguenti sono tra le più coltivate a livello mondiale, ordinate per il paese nel quale furono selezionate o nel quale sono più ampiamente coltivate:
- Australia[2]: B74, Brooks, Haden, Irwin, Keitt, Kensington Pride, Kent, Nam Doc Mai, Palmer, R2E2.
- Bangladesh: Ashini, Fazli, Himsagar, Khirshapat, Langra, Lokhon-bhog, Raj-bhog
- Birmania: Aug Din, Ma Chit Su, Sein Ta Lone, Shwe Hin Tha
- Brasile: Coquinho, Haden, Manga Espada, Manga Rosa, Palmer, Tommy Atkins
- Cambogia: Cambodiana
- Camerun: Améliorée du Cameroun
- Caraibi: Mango blanco[senza fonte]
- Caraibi: Amélie, Black (blackie), Bombay, Dou-douce, East Indian, Graham, Haden, Julie (St. Julian), Long, Madame Francis, Rose, Spice-Box, Starch
- Cina: Baiyu, Guixiang, Huangpi, Huangyu, Macheco, Sannian, Yuexi
- Costa Rica: Haden, Irwin, Keitt, Mora, Tommy Atkins
- Ecuador: Ambassador, Alfonso, Ataulfo, Criollos, Haden, Julie, Keitt, Kent, Reina, Tommy Atkins
- Egitto: Alfonso, Hindi, Hindi Besennara, Beid El Agl, Oweisi, Fuss Oweis, Taymoor, Zebdiah
- Filippine: Apple, Carabaoo Kinalabaw, Indian, Piko, Paho, Pahohutan
- Guatemala: Haden, Kent, Tommy Atkins
- Haiti: Francine (Madame Francis), Muscas, Labiche, Baptiste, Rosalie, Poirier, Corne, Fil
- India: Chausa, Dusehri, Gaddamar (per conserve), Ottu Mangai (per innesti), Mulgoba, Langra Benarsi, Badshahpasand, Surkha, Totapuri, Fajli, HusanNara, Alphonso, Amrapali, Badami, Bangalora, Banganapalli, Bombay, Bombay Green, Cheruku Rasalu, Chinna Rasalu, Pedda Rasalu, Roomani, Fajri Kalan, Fernandian, Gulabkhas, Himayath, Himsagar, Imam Pasand  Archiviato il 27 marzo 2005 in Internet Archive., Jehangir, Kalami, Kesar, Kishen Bhog, Komanga, Lalbaug, Langra, Maldah, Malgis, Mallika, Mankur (GOA), Mankurad, Moovandan, Nattuma, Neelum, Pairi, Priyor, Rajapuri, Raspuri, Ratna, Safeda, Sammar Bahisht, Suvarnarekha, Totapuri, Vanraj, Zardalu, Alampur Baneshan.
- Indonesia: Arumanis, Gadung, Golek, Manalagi
- Israele: Haden, Keitt, Kent, Maya, Nimrod, Palmer, Tommy Atkins
- Italia: Kensington Pride, Glenn, Tommy Atkins, Keitt, Maya, Van Dyke, Osteen, Kent[3]
- Kenya: Batwi, Boubo, Ngowe
- Malaysia: Apple Mango, Apple Rumani, Arumanis, Golek, Kuala Selangor, Malgoa, Maha-65, Tok Boon
- Mali: Amelie, Kent
- Messico: Ataulfo, Haden, Irwin, Kent, Manila, Palmer, Sensation, Tommy Atkins, Van Dyke, Petakon, Oro, Criollo, Niño.
- Pakistan: Chausa, Dusehri, Langra, Desi, Anwar Rataul, Sindhri, Fajri, Saroli, BaganPali, Alphonso, Muhammad Wole, Neelum
- Perù: Criollos, Haden, Keitt, Kent, Tommy Atkins
- Riunione : Carotte, Jose, Lucie, Auguste
- Singapore: Apple Mango, Arumanis, Golek, Kaem Yao, Mangga Dadol
- Stati Uniti d'America:
  - Florida: Alampur Baneshan, Alice, Alphonso, Anderson, Angie, Bailey's Marvel, Bennet Alphonso, Beverly, Bombay, Brahm Kai Meu, Brooks, Carabao, Carrie, Chok Anon, Cogshall, Cushman, Dot, Duncan, Earlygold, East Indian, Edward, Eldon, Emerald, Fairchild, Fascell, Florigon, Ford, Gary, Gaylour, Glenn, Gold Nugget, Golden Lippens, Graham, Haden, Hatcher, Ice Cream, Irwin, Ivory, Jakarta, Jean Ellen, Julie, Keitt, Kensington Pride, Kent, Lancetilla, Langra Benarsi, Lippens, Mallika, Manilita, Mendoza, Mulgoba, Nam Doc Mai, Nam Tam Teen, Neelum, Nu Wun Chan, Okrung, Osteen, Palmer, Parvin, Pascual, Philippine, Pickering, Po Pyu Kalay, Rosigold, Ruby, Rutledge, Saigon, Sensation, Sophie Fry, Southern Blush, Spirit of '76, Springfels, Sunset, Suwon Tip, Tebow, Toledo, Tom Dang, Tommy Atkins, Torbert, Turpentine, Valencia Pride, Van Dyke, Zill
  - Hawaii: Hawaiian Common, Gouveia, Hawaiian Dwarf, Kurahige, Mapulehu, Momi K, Pope, Rapoza, Sugai, Turpentine
- Sudafrica: Fascell, Haden, Keitt, Kent, Sensation, Tommy Atkins, Zill
- Sudan: Alfonso, Bez el-Anza, Oweisi, Taymoor
- Sri Lanka: Dampara, Hingurakgoda, Karutha Colomban, Malwana amba, Parrot Mango e Peterpasand, Petti amba, Rata amba, Vellai Colomban, Willard
- Tanzania: Boribo Muyini, Dodo, Mawazo, Sindano
- Taiwan: JinHwang, Red JinHwang, Tainong N°1
- Thailandia: Khaew Sawei, Nam Dok Mai, Rad, Brahm Kai Meu, Okrong
- Venezuela: Haden, Keitt, Kent, Tommy Atkins
- Vietnam: Cao Lãnh Cát Chu mango, Bình Định Elephant mango, Hoà Lộc Sand mango